# 室女座92
室女座92，又名BD+01 2865，HD 121607、SAO 120185、HR 5244，是室女座的一颗恒星，视星等为5.91，位于銀經336.53，銀緯59.61，其B1900.0坐标为赤經13h 51m 22.1s，赤緯+1° 59.61′ 23″。